# Sukhoi Su-11
El Sukhoi Su-11 (en ruso: Сухой Су-11; designación OTAN: Fishpot-C) fue un avión interceptor utilizado por la Unión Soviética durante los años 1960. Era una versión mejorada del interceptor Su-9, que había sido desarrollado en paralelo junto con el cazabombardero de alas en flecha Su-7.

## Desarrollo
Reconociendo las limitaciones fundamentales del Su-9, Sujói comenzó a trabajar en el Su-11, que voló por primera vez en 1961 como el prototipo T-47.
El Su-11 compartía con el Su-9 las alas en delta, las alas de colas en flecha y el fuselaje en forma cilíndrica, además de la entrada frontal de aire, que tenía un radomo cónico más grande para poder instalar el radar Oryol. Utilizaba un turborreactor Lyulka AL-7F-1 de proporcionaba 96 kN de empuje, mejorando la velocidad de ascensión y el rendimiento en altas cotas, compensando el incremento de peso.
Los misiles K-5 del Su-9 fueron reemplazados por un par de misiles  R-98(AA-3 Anab), generalmente uno con guía semiactiva y otro con guía infrarroja. Como muchos interceptores de la época, no llevaba ningún cañón. A pesar de su radar superior, el Su-11 necesitaba de la ayuda en tierra para dirigir a sus pilotos al objetivo.

## Producción
La producción del definitivo Su-11-8M comenzó en 1962  en Novosibirsk (Fábrica 153) bajo la denominación  'Izdelie 36' (idioma ruso: Producto 36)., pero los problemas de desarrollo y accidentes retrasaron su introducción en los escuadrones de la Fuerza Aérea Soviética (VVS) y la Defensa Antiaérea Soviética (PVO) hasta 1964. La producción terminó en 1965, después de entregar unas 108 unidades, aunque se cree que algunos S-9 fueron modernizados a Su-11. El 31 de octubre de 1962 , el piloto de pruebas V.M.Andreev murió en un accidente.
El OKB Sukhoi consideró al Su-11 un fallo, muy inferior al Su-15. No obstante, unos cuantos se mantuvieron en estado operacional hasta principios de los años 1980. Los últimos Su-11 fueron retirados de servicio alrededor de 1983. Se suspendió la investigación en favor del Yak-28P (Producto 40), el cual fue construido en la misma fábrica como un producto mayor.
Se desarrolló también una versión de entrenamiento, el Su-11U Maiden. Similar al Su-9U, estaba equipado con armamento y sistemas de radar, aunque el segundo asiento reducía su capacidad de combustible.

## Operadores
Unión Soviética
- Defensa Antiaérea Soviética

## Especificaciones (Su-11-8M)

### Características generales
- Tripulación: 1 (piloto)
- Longitud: 18,29 m
- Envergadura: 8,43 m
- Altura: 4,88 m
- Superficie alar: 34 m²
- Peso vacío: 9.000 kg
- Peso cargado: 13.600 kg
- Planta motriz: 1× turborreactor Lyulka AL-7F-1.
  - Empuje normal: 96 kN (9789 kgf; 21 582 lbf) de empuje.

### Rendimiento
- Velocidad máxima operativa (Vno): 2340 km/h (1454 MPH; 1263 kt) (Mach 2,2) a 11.000 m de altitud
- Alcance en combate: 500 km (270 nmi; 311 mi)
- Alcance en ferry: 1125 m (3691 ft)
- Techo de vuelo: 17 000 m (55 774 ft)
- Régimen de ascenso: 136,7 m/s (26 909 ft/min)
- Carga alar: 400 kg/m²
- Empuje/peso: 0,71

### Armamento
- Puntos de anclaje: 4 pilones (2 subalares + 2 bajo el fuselaje) para cargar una combinación de:    
  - Misiles: 2× misiles aire-aire de medio alcance R-98 (AA-3 'Anab') en los pilones subalares
  - Otros: 2× tanques de combustible externos bajo el fuselaje

### Aviónica
- Radar Oryol

### Desarrollos relacionados
- Sukhoi Su-7
- Sukhoi Su-9
- Sukhoi Su-15

### Aeronaves similares
- Lockheed F-104 Starfighter